# Porvenir (Uruguay)
Porvenir es una localidad uruguaya del departamento de Paysandú, y es sede del municipio homónimo.

## Geografía
La localidad se ubica 15 km al este de la capital departamental Paysandú, entre los arroyos Sacra y Pantanoso.

## Historia
Los orígenes del pueblo se remontan al 23 de noviembre de 1894 cuando catorce familias valencianas y algunas italianas participaron de la fundación de la entonces Colonia agrícola Porvenir, que fuera una de las primeras localidades planificadas del país. Esto último quiere decir que primero se estableció el damero de la urbanización y luego se comenzó con la localización de las viviendas y de los servicios.
En 1903 por ley 2855 del 15 de julio de ese año, promulgada por el entonces presidente José Batlle y Ordóñez, la localidad fue oficialmente reconocida como pueblo. El 8 de noviembre de 1930 se inauguró en la localidad el servicio de agua potable.

## Población
Según el censo de 2011 la localidad contaba con una población de 1159 habitantes.
| 211           | 558 | 710 | 734 | 862 | 1035 | 1159 |
| (Fuente: INE) |     |     |     |     |      |      |

## Economía
Su economía gira en torno a la fabricación de ladrillos, la producción láctea y la actividad agropecuaria que tiene como principales productos la soja, el girasol y la cebada.